# Thorpe in Balne
Thorpe in Balne est un village et une paroisse civile du Yorkshire du Sud, en Angleterre.